# 长圆团叶杜鹃
长圆团叶杜鹃（学名：Rhododendron orbiculare sp. oblongum）为杜鹃花科杜鹃花属下的一个亚种。